# Abū Ibrāhīm al-Hāschimī al-Quraschī

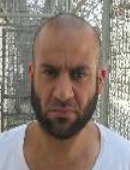
Abu Ibrahim al-Haschimi al-Quraschi (2004)

Abū Ibrāhīm al-Hāschimī al-Quraschī (arabisch أبو إبراهيم الهاشمي القرشي, DMG Abū Ibrāhīm al-Hāšimī al-Qurašī; * 1. Oktober oder 5. Oktober 1976 in Tal Afar, Irak, als Amir Muhammad Abd ar-Rahman al-Mawla as-Salbi, arabisch أمير محمد عبد الرحمن المولى الصلبي, DMG Amīr Muḥammad ʿAbd ar-Raḥmān al-Maulā aṣ-Ṣalbī; † 3. Februar 2022 in Atmeh, Syrien), vormals auch Haji Abdullah (arabisch الحاج عبد الله, DMG al-Ḥāǧǧ ʿAbd Allāh), war ein irakischer Terrorist, der von 2019 bis 2022 Anführer der dschihadistischen Terrororganisation Islamischer Staat (IS) war.
Bevor er Anführer des IS wurde, war er einer dessen wichtigster Ideologen und einer der wenigen Überlebenden der ersten Generation des IS. In dieser Position rechtfertigte er 2014 den Völkermord an den Jesiden.

## Leben
Al-Quraschi wurde am 1. oder 5. Oktober 1976 in Tal Afar bei Mossul im Irak als Amir Muhammad Abd ar-Rahman al-Mawla as-Salbi als Sohn einer turkmenischen Familie geboren.
Er sei laut The Guardian „einer der ranghöchsten Iraker“ gewesen und hatte einen Abschluss in Scharia-Recht von der Universität Mossul.
2004 war al-Quraschi im US-amerikanischen Gefangenenlager Camp Bucca bei Umm Qasr im Irak inhaftiert, wo er seinen späteren Vorgänger Abu Bakr al-Baghdadi kennengelernt haben soll. In Camp Bucca saßen diverse spätere IS-Mitglieder ein, die sich vermutlich dort kennenlernten. 2014 rechtfertigte er als einer der wichtigsten Ideologen des IS den Völkermord an den Jesiden. Im Spätsommer 2019 wurde Salbi als damaliger Adjutant al-Baghdadis mit zwei weiteren hochrangigen IS-Mitgliedern von den USA mit einem Kopfgeld von 5 Millionen Dollar gesucht.
Ab August 2019 wurde er als potentieller Nachfolger des damals bereits schwerkranken al-Baghdadis gehandelt. Seine Machtübernahme wurde am 31. Oktober 2019 nach dem Tod al-Baghdadis durch den IS-Medienkanal Amaq verkündet. Der Namensteil seines Pseudonyms al-Quraschi legt nahe, dass er Anspruch auf Angehörigkeit zum Stamm der Quraisch erhebt, was seine Legitimität erhöhen sollte. In seiner Zeit als Anführer des IS versuchte er die neue Führungsriege zu konsolidieren, die abgesehen von ihm selbst fast ausschließlich aus jüngeren Mitgliedern bestand, die keine relevante Rolle im Irakkrieg gespielt hatten.

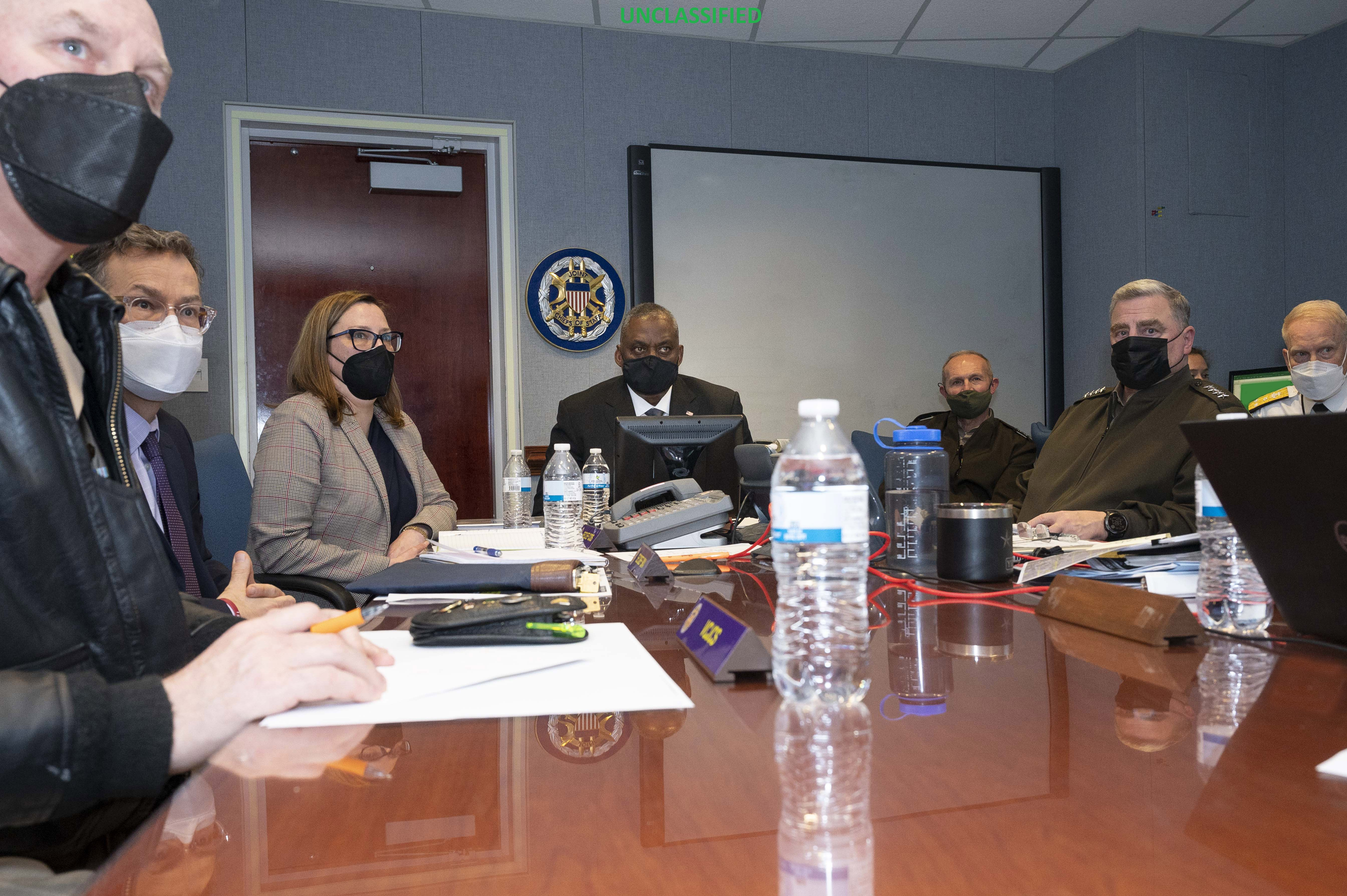
US-Verteidigungsminister Lloyd Austin und der Vorsitzende der Joint Chiefs of Staff Mark A. Milley (u. a.) beobachten den Angriff, bei dem al-Quraschi starb

US-Präsident Joe Biden gab bekannt, dass al-Quraschi am 3. Februar 2022 getötet wurde. Nach Angaben eines US-Regierungsvertreters sprengte sich der IS-Anführer bei einem Angriff des Joint Special Operations Command selbst in die Luft. Er tötete laut US-Angaben bei der Explosion auch Familienmitglieder, darunter Frauen und Kinder. Etwa 13 Zivilisten starben nach Angaben der Syrischen Beobachtungsstelle für Menschenrechte im Zuge des versuchten Zugriffs auf al-Quraschi. Ihm folgte als sogenannter Kalif Abū l-Hasan al-Hāschimī al-Quraschī.

## Familie
Al-Quraschi hatte mindestens einen Sohn. Sein Bruder Adel Salbi ist Abgeordneter der Turkmenischen Irakischen Front.